# Шмиден, Элиза
Элиза Шмиден (нем. Else Schmieden; урожденная Коберт (нем. Kobert); 6 ноября 1841, Берлин — 10 августа 1896, Берлин) — немецкая писательница.

## Биография
Элиза Коберт родилась 6 ноября 1841 года в городе Берлине. Детство она провела в поместье родителей в Укермарке; училась в школе для дочерей Вангенхайма в родном городе.
По окончании обучения решила попробовать свои силы на литературном поприще, где издавала свои произведения  под псевдонимом «E. Junker»; свои труды публиковала в иллюстрированных изданиях для семейного чтения, имея успех у соответственной публики.
В 1860 году вышла замуж за юриста Х. Шмидена. Она следовала за своим мужем на различных его должностях: сперва в Сорау, 1867–1876 гг. в Позене, затем жила в Берлине.
В 1896 году Элиза Шмиден перенесла инсульт, в результате которого она и умерла 10 августа 1896 в немецкой столице.